# 谷口留五郎

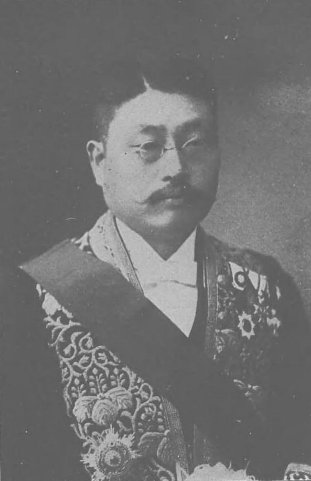
谷口留五郎

谷口 留五郎（たにぐち とめごろう、1867年3月23日（慶応3年2月18日） - 1942年（昭和17年）3月15日）は、日本の内務官僚。県知事。

## 経歴
大和国出身。谷口直満の五男として生まれる。1890年、帝国大学法科大学を卒業。同年11月、高等試験に合格し、内務省試補となり総務局に配属された。以後、鳥取県・長崎県・東京府の各参事官、秋田県・福岡県・神奈川県の各書記官、神奈川県事務官などを歴任。在任期間中の1899年に和仏法律学校(現・法政大学)を卒業。
1906年7月、徳島県知事に就任。その後、岡山県知事を経て、1911年7月、鹿児島県知事となる。1914年1月の桜島の大正大噴火の復旧に尽力した。同年4月、福岡県知事に転じ、1919年4月まで在任した。

## 栄典
位階
- 1911年（明治44年）6月20日 - 従四位[2]

勲章等
- 1910年（明治43年）12月26日 - 勲三等瑞宝章[3]
- 1915年（大正4年）
  - 11月7日 - 勲二等旭日重光章[4]
  - 11月10日 - 大礼記念章[5]
- 1920年（大正9年）11月1日 - 勲一等瑞宝章[6]
- 1940年（昭和15年）8月15日 - 紀元二千六百年祝典記念章[7]

外国勲章佩用允許
- 1905年（明治38年）6月16日 - 大清帝国：二等第二双竜宝星[8]

## 著書
- 『憲法原理』博文館、1890年。